# Муравьёв, Николай Константинович
Николай Константинович Муравьёв (21 марта (2 апреля) 1870, Тверская губерния — 31 декабря 1936, Москва) — русский и советский юрист, адвокат и общественный деятель.

## Биография
Из дворян (но не из известного рода Муравьёвых). Сын подполковника Константина Гавриловича Муравьёва и Варвары Фёдоровны Лавровой.
В 1881 году поступил в гимназию при лютеранской церкви Петра и Павла в Москве, где преподавание велось на немецком языке, но в 1885 году из-за трудностей с деньгами перевёлся в Первую Московскую гимназию. В 1890—1896 годах изучал медицину и право в Московском (вначале, намереваясь стать земским врачом, поступил на медицинский факультет, затем перевёлся на юридический) и Казанском университетах.
В 1891 году за участие в демонстрации к смерти Н. В. Шелгунова был впервые арестован, исключён из университета и на год выслан из Москвы в Нижний Новгород, где жил у своего троюродного брата С. В. Щербакова и учился на медицинском факультете Казанского университета. В это же время состоялось его знакомство с писателями В. Г. Короленко и Максимом Горьким.
После окончания ссылки вернулся в Московский университет и побывал в Париже, где познакомился с политической эмиграцией, включая П. Л. Лаврова. В ноябре 1894 года за распространение прокламаций с требованием конституции по случаю смерти Александра III был вновь арестован и сослан, на этот раз — в село Щербинино Тверской губернии. С сентября 1896 года — присяжный поверенный округа Московской судебной палаты, помощник присяжного поверенного Н. П. Рождественского.
В конце 1890-х гг. избирался членом Тверского окружного земства, в 1916 году — московской Городской думы. В качестве гласного Тверского уездного земства сотрудничал с И. И. и М. И. Петрункевичами, А. А. Бакуниным, В. Д. Кузьминым-Караваевым, С. Д. Квашниным-Самариным, Ф. И. Родичевым.
В январе 1902 года по просьбе Л. Н. Толстого, с которым поддерживал тесные контакты (так, за день до публикации 13 мая 1908 года манифеста Л. Н. Толстого против смертной казни «Не могу молчать» он встречался с Муравьёвым в Ясной Поляне, и именно Муравьёв составлял духовное завещание писателя, подписанное 1 ноября 1909 года), принял участие в защите «Павловских» толстовцев, обвинявшихся в «поругании священных предметов, нападении на православное население и сопротивлении чинам полиции».
В 1903 году избран председателем правления Музея содействия труду при Московском отделении Императорского Русского технического общества, вскоре ставшим легальным центром профсоюзного и забастовочного движения.
Выступал защитником в основном на политических процессах. Среди процессов с участием Муравьева: беспорядки на заводах Брянского общества в Орле и Екатеринославе, дело крестьян Харьковской и Полтавской губерний, процесс сормовских рабочих, процесс Нижегородской демонстрации (П. А. Заломов и др.), процесс вооружённого восстания на Пресне в Москве, дело Петербургского Совета рабочих депутатов (Л. Д. Троцкий и другие), процессы социал-демократических фракций 1-й, 2-й и 3-й Государственных Дум, дело Московской организации РСДРП (М. П. Томский и другие) и т. д.
Активно занялся защитой участников Первой русской революции: в 1905 году выступал защитником 63 долбенкинских крестьян, обвинявшихся в разграблении экономии Великого князя Сергея Александровича, а также семи революционеров, обвинявшихся в принадлежности к Бунду, на процессе в Вильно. В июне 1906 года вместе с Н. Д. Соколовым возглавил команду «молодой адвокатуры», вызвавшуюся защищать матросов на процессе по делу о Севастопольском восстании Черноморского флота в ноябре 1905 года. В конце 1906 года защищал обвиняемых членов Петербургского Совета рабочих депутатов на процессе в Санкт-Петербурге и рабочих Прохоровской мануфактуры на Пресне на процессе в Москве.
В 1906 году редактировал и издавал первый журнал профессиональных организаций в Москве — «Рабочий Союз».
В 1907 году принял участие в ряде «думских процессов» против оппозиции самодержавию: деле социал-демократической фракции III Государственной думы и деле подписавших «Выборгское воззвание».
Социал-демократов защищал неоднократно: в деле 34 членов большевистской фракции Московского комитета РСДРП (ноябрь 1911 года), деле Егорьевской революционной организации (май 1911 года), деле А. А. Сольца и других, обвинявшихся в принадлежности к РСДРП и распространении антивоенных воззваний (октябрь 1914 года), деле членов социал-демократической фракции IV Государственной думы Г. И. Петровского и других, а также Л. Б. Каменева (февраль 1915 года), деле Е. В. Канделаки и других, обвинявшихся в принадлежности к РСДРП (март — июнь 1916 года).
Участвовал также в серии «литературных» процессов: деле по поводу издания произведений А. И. Куприна, деле редактора и издателя Товарищества «Мир» Л. А. Лурье по поводу выхода в свет книги профессора М. Н. Покровского «Русская история с древнейших времён», деле Гусева-Оренбургского по поводу размещения в газете «Раннее утро» рассказа «Змей», деле Н. А. Бердяева по поводу его статьи «Гасители духа».
Будучи категорическим оппонентом антисемитизма, в январе 1912 года поддержал в Смоленском окружном суде частный иск гражданки Пинкус к одному из лидеров черносотенного Союза Русского Народа, А. И. Дубровину. В октябре того же года в Московской судебной палате входил в состав большой группы юристов, участвовавшей в масштабном еврейском процессе, получившем название «дело дантистов» (к суду были привлечены 154 врача, из которых 79 оправданы).
В июне 1914 года выступил на «адвокатском процессе», защищая своих коллег (в том числе А. Ф. Керенского), привлечённых к судебной ответственности за их протест против антисемитского дела Бейлиса.
В 1916 году подобрал группу адвокатов, с которой возглавил защиту на самом крупном судебном процессе над толстовцами-пацифистами в годы Первой мировой войны — деле В. Ф. Булгакова, Д. П. Маковицкого и других.
После Февральской революции 1917 года назначен 4 марта Временным правительством председателем Чрезвычайной Следственной Комиссии.
После Октябрьской революции Муравьёв работал юрисконсультом кооперативных организаций — Московского народного банка и товарищества «Кустаресоюз». С января 1918 по 1922 председатель Комитета политического Красного Креста, в который входили также Е. П. Пешкова, В. Н. Фигнер, М. Л. Винавер, С. А. Гуревич, Е. П. Ростковский, И. С. Кальмеер. Выступал защитником на политических процессах, по делу гражданина США Каламатьяно, по делу Р. Б. Локкарта, в том числе по делу «Тактического центра».
Называл себя беспартийным марксистом, что подтвердил на допросе 25 августа 1922 года.
В 1922 году по приглашению председателя Моссовета Л. Б. Каменева и народного комиссара юстиции Д. И. Курского активно участвовал в составлении проекта Положения об адвокатуре.
В июне 1922 года вместе с коллегой А. С. Тагером, приехавшими из-за границы социалистами Э. Вандервельде, Т. Либкнехтом и К. Розенфельдом принял участие в защите членов ЦК партии правых эсеров на знаменитом показательном процессе в Москве (Н. И. Бухарин и представители Коминтерна — Ф. Я. Кон, Ж. Садуль, А. Грамши — защищали «раскаявшихся» бывших эсеровских боевиков). После отъезда иностранных защитников оказался во главе защиты. В знак протеста против разрешённого трибуналом вмешательства в процесс демонстрантов, требовавших смертной казни для обвиняемых, в связи с грубыми нарушениями закона, открытой политизацией дела, вместе с защитниками подсудимых С. А. Гуревичем, Г. Л. Карякиным, А. Ф. Липскеровым, М. А. Оцепом, Г. Б. Патушинским, Б. Е. Ратнером, А. С. Тагером и В. А. Ждановым с разрешения своих клиентов демонстративно отказался от участия в процессе.
За предъявление отвода всему составу трибунала, государственному обвинителю и отказ от защиты Муравьёв с коллегами были подвергнуты аресту и высылке из Москвы, а газета «Правда» заклеймила их «продажными профессионалами-адвокатами» и «прожжёнными судейскими крючками». Он был арестован, просидел несколько недель во внутренней тюрьме ВЧК, а затем выслан из Москвы на три года в Казань. Там он прожил всего несколько месяцев, проработав, по рекомендации Л. Б. Красина, юрисконсультом областной конторы Внешторга и Госторга. Летом 1923 года по протекции Ф. Э. Дзержинского вернулся в Москву, где поступил на работу в только что организованный «Экспортхлеб».
Осенью 1924 года был избран членом президиума Коллегии защитников.
Привлекался зарубежными компаниями для представительства их интересов в суде: американским акционерным обществом «Синклер» в процессе по иску ВСНХ об аннулировании концессионного договора на аренду русской части острова Сахалин и на разработку там нефти (1925), французским АО «Société Industrielle de Matières Plastiques», американской фирмой Харримана (Марганцевая промышленная концессия в Чиатурах) в качестве супер-арбитра в Третейском суде между группой грузинских компаний с одной стороны, и германских — с другой (1926).
В 1928 году выступал защитником четырёх обвиняемых по «Шахтинскому делу».
Был членом «Комитета по исполнению воли Л. Н. Толстого в отношении его писаний», образованного 2 июля 1928 года в соответствии с Постановлением Президиума ВЦИК.
Решение в 1929 году отчислить его из адвокатуры было отменено Моссоветом, однако уже 15 января 1930 года он прекратил частную практику, а с 13 ноября того же года он был отчислен из Коллегии защитников вместе с адвокатом В. А. Ждановым. В дальнейшем занялся общественной работой во Всесоюзном Обществе политкаторжан и ссыльнопоселенцев, в котором возглавлял секцию старых политических защитников.
Умер на руках у младшей дочери.

## Сочинения
- Русский еврей и русский рабочий. М., 1907.
- Законы о политических и общественных преступлениях. 1910.
- Об учреждении при Совете Музея адвокатуры Московского судебного округа : Докл. Н. К. Муравьева, представл. в заседание Моск. сов. присяжных поверенных 15 сент. 1912 г.